# Midmar Mile

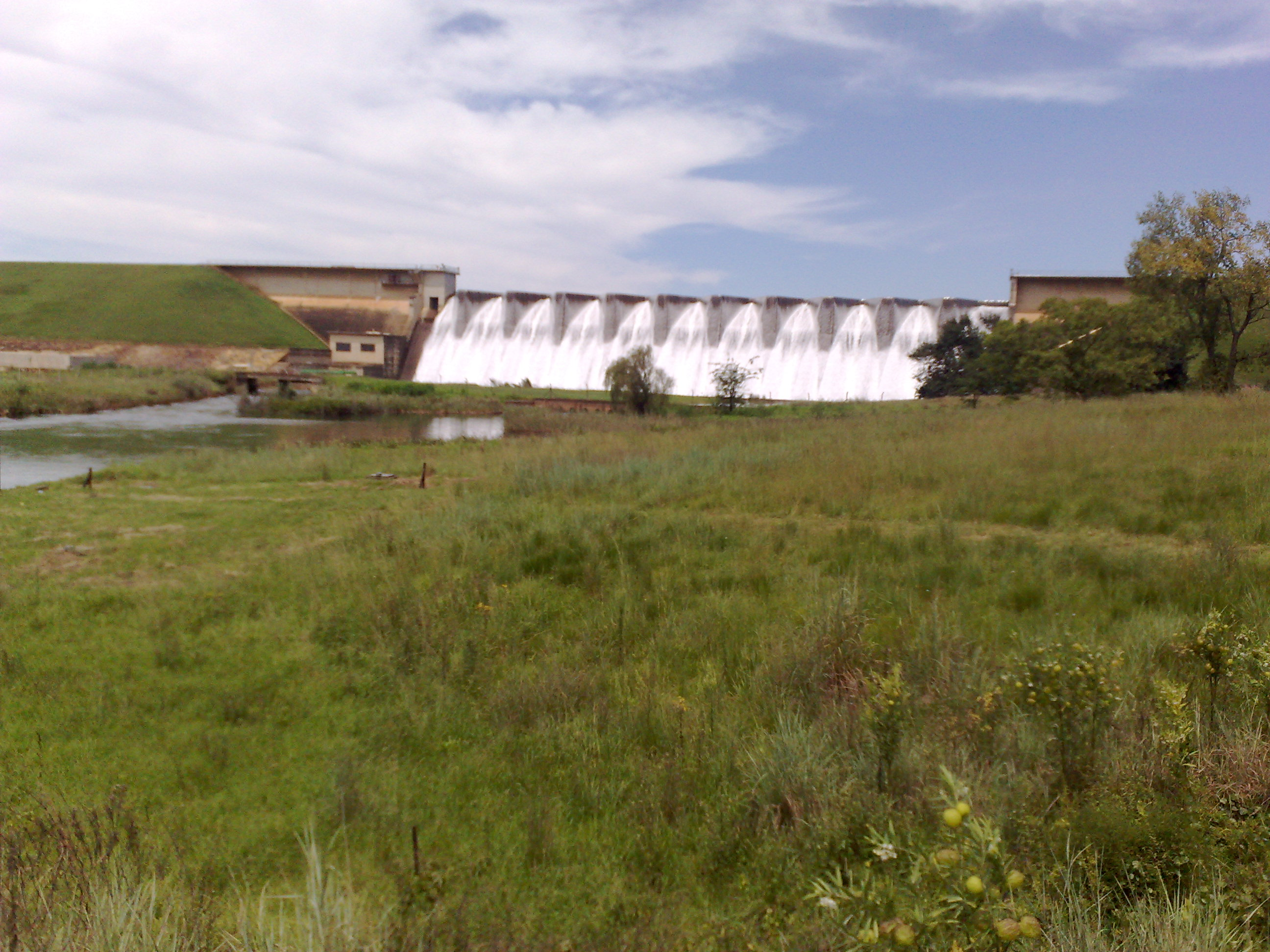
Midmardam

De Midmar Mile is een Zuid-Afrikaanse zwemwedstrijd. De wedstrijd vindt elk jaar in februari plaats in de Midmardam, iets ten noorden van Pietermaritzburg. 
De wedstrijd trekt elk jaar duizenden deelnemers, zowel internationale atleten en Olympische medaillewinnaars als zuiver recreatieve zwemmers. De wedstrijd werd in 2009 door het Guinness Book of World Records als 's werelds grootste openwater-zwemwedstrijd erkend. Er waren dat jaar 13.755 deelnemers. 
Het evenement dankt zijn naam aan de locatie (Midmardam) en de afstand (ongeveer een mijl). De afgelegde afstand is elk jaar ongeveer gelijk. In jaren met weinig regen en dus een lage waterstand in de dam begint de wedstrijd met de beruchte "Midmarsprint": een krioelen van deelnemers die over de modderige oevers van het meer lopen en daarna door het ondiepe water waden tot het diep genoeg is om te zwemmen. Zwemmers moeten de helft van de afstand afleggen binnen 30 minuten. Er wordt veel aandacht besteed aan de veiligheid tijdens de wedstrijd. Zo worden er 120 redders ingezet.
De zwemmers vertrekken in verschillende groepen om de twee à drie minuten, verdeeld over 8 verschillende wedstrijden op twee dagen. De verdeling over de groepen gebeurt op basis van de resultaten in kwalificatierondes.